# Consulado (Revolução Francesa)

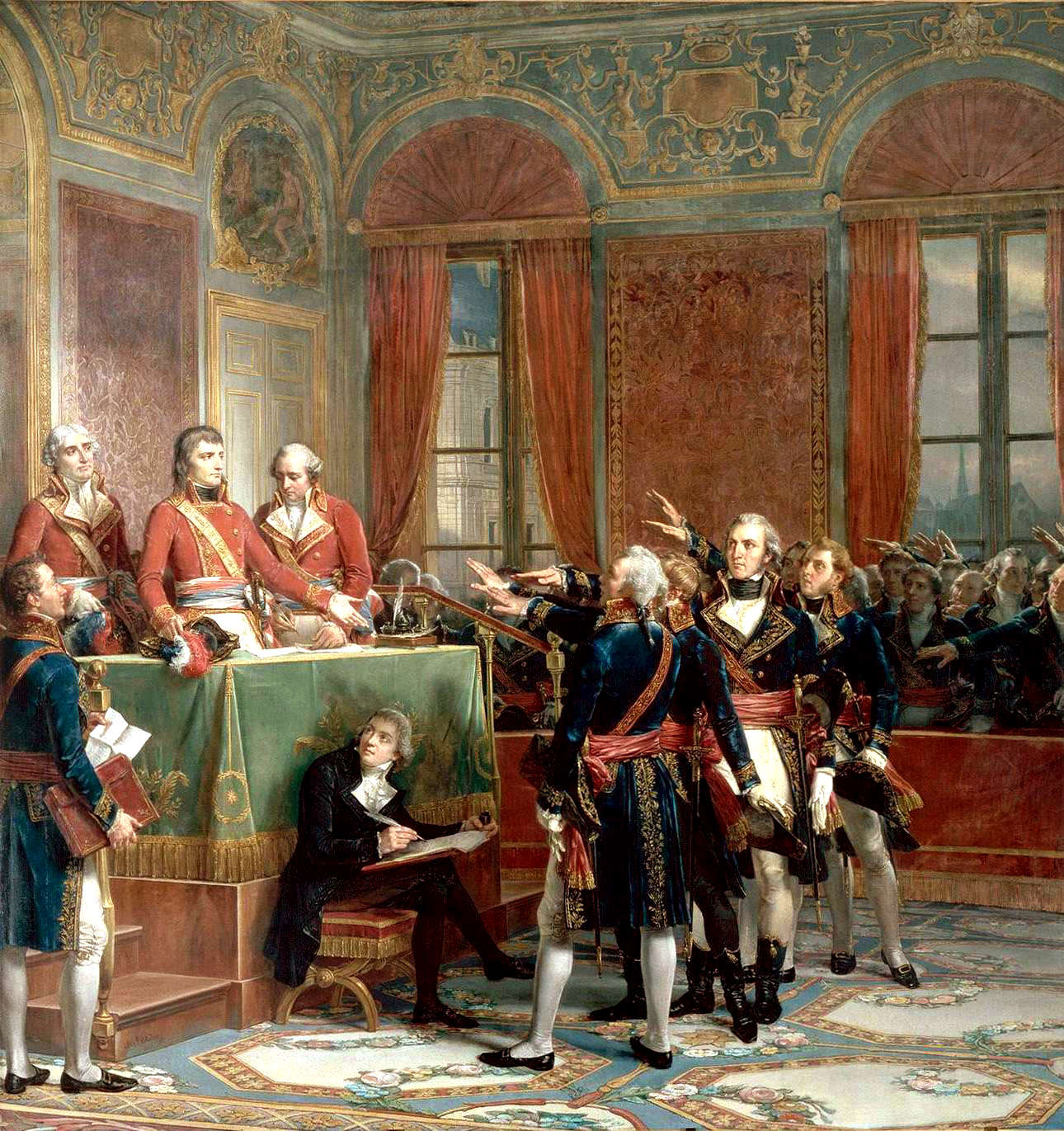
Os cônsules Jean-Jacques-Régis de Cambacérès, Napoleão Bonaparte e Charles-François Lebrun.

O Consulado foi um regime político que governou a França desde a queda do Diretório, com o golpe de 18 de brumário (10 de novembro de 1799), até 18 de maio de 1804, quando se inicia a primeira fase do Império Napoleônico. Não há consenso dentre os historiadores em relação à posição que ocupa o Consulado na periodização da História Francesa, por se tratar de um período de transição entre a Revolução Francesa e o Império Napoleônico, enquanto alguns o interpretam como a conclusão do primeiro processo, outros o interpretam como episódio inaugurador do segundo. Porém, de modo geral, considera-se que o período foi marcado pela consolidação de um regime político burguês.
Entre as principais características do regime está a centralização do poder executivo em três cônsules – Napoleão Bonaparte, Jean-Jacques-Régis de Cambacérès e Charles-François Lebrun. Napoleão Bonaparte, como Primeiro Cônsul, destacou-se por suas medidas autoritárias e sua postura autocrática e conservadora. Durante o Consulado, Bonaparte controlou a instabilidade política, econômica e social causada pelo processo revolucionário.
Em poucos anos de governo, o Consulado reorganizou o sistema financeiro francês, com a fundação do Banco da França e do novo padrão monetário, o franco; neutralizou a oposição externa através de acordos de paz e armistícios com a Áustria e a Inglaterra; e também amenizou os conflitos internos com a Concordata de 1801, que reconhecia o catolicismo como a religião predominante na França, satisfazendo o clero ao ponto de fazer com que a Igreja Católica abdicasse das terras apropriadas durante a Revolução. Retirados os empecilhos internos e externos, Napoleão obteve a conjuntura necessária para estabelecer as novas bases institucionais da França. Nesse sentido, o estabelecimento do Código Civil, ou Código Napoleônico, foi importante para a institucionalização dos valores burgueses e democráticos, fundamentos políticos presentes até hoje na França.

## Antecedentes

### A instabilidade do Diretório
O período que antecede o Consulado é a fase da Revolução Francesa denominado de Diretório (1794-1799), assim designado pois o poder executivo era centralizado por cinco diretores que partilhavam o poder. A fim de evitar a ditadura de um único homem, anualmente ocorria a renovação de um terço do corpo legislativo e de um dos diretores. Esse regime foi estabelecido pela Constituição do ano III (1795) que protegia os interesses da burguesia comercial de duas grandes ameaças: a república democrática jacobina com seus ideais de igualdade econômica e o antigo regime que, com seus privilégios fiscais, criava grandes empecilhos para a expansão dos negócios.
O Diretório durou quase metade da Revolução Francesa, porém, não foi apenas um período de consolidações vitoriosas, pois também foi marcado por tempos de violência, corrupção e misérias. Isso provocou grande instabilidade política no governo, com golpes de estado que se tornaram um método usual e o próprio símbolo daquele regime.
Dessa forma, o período foi marcado por instabilidade econômica, política, social e até mesmo militar - visto que pela primeira vez desde 1793, a França enfrentou risco de invasão com as derrotas frente à segunda coalizão (1799-1802), bem como pelas tensões políticas entre três grandes grupos: 1) os dirigentes, que defendiam o capital burguês; 2) os neojacobinos que, apesar de mais moderados que os jacobinos revolucionários, ainda reivindicavam uma "igualdade econômica" que tornaria verdadeira a "igualdade civil"; 3) os monarquistas, que defendiam a volta do Absolutismo.

### Início de um golpe e fim de um regime
O próprio regime teve início com um golpe de Estado. Arquitetado pela conhecida e respeitada figura política Emmanuel Sieyès, o golpe afastou o grupo de diretores e ministros neojacobinos para dar espaço aos moderados (ou revisionistas) que Sieyès sentia que podia contar para conter a crise. Sua principal convicção, e daqueles que o apoiavam, era de que os problemas da sociedade - neste caso toda a instabilidade política, econômica e social citada - poderiam ser resolvidos por uma constituição melhor e mais abrangente, que significaria a criação de um executivo menor e mais forte. O golpe culminaria no fim do Diretório em 1799.

## Instauração do Consulado

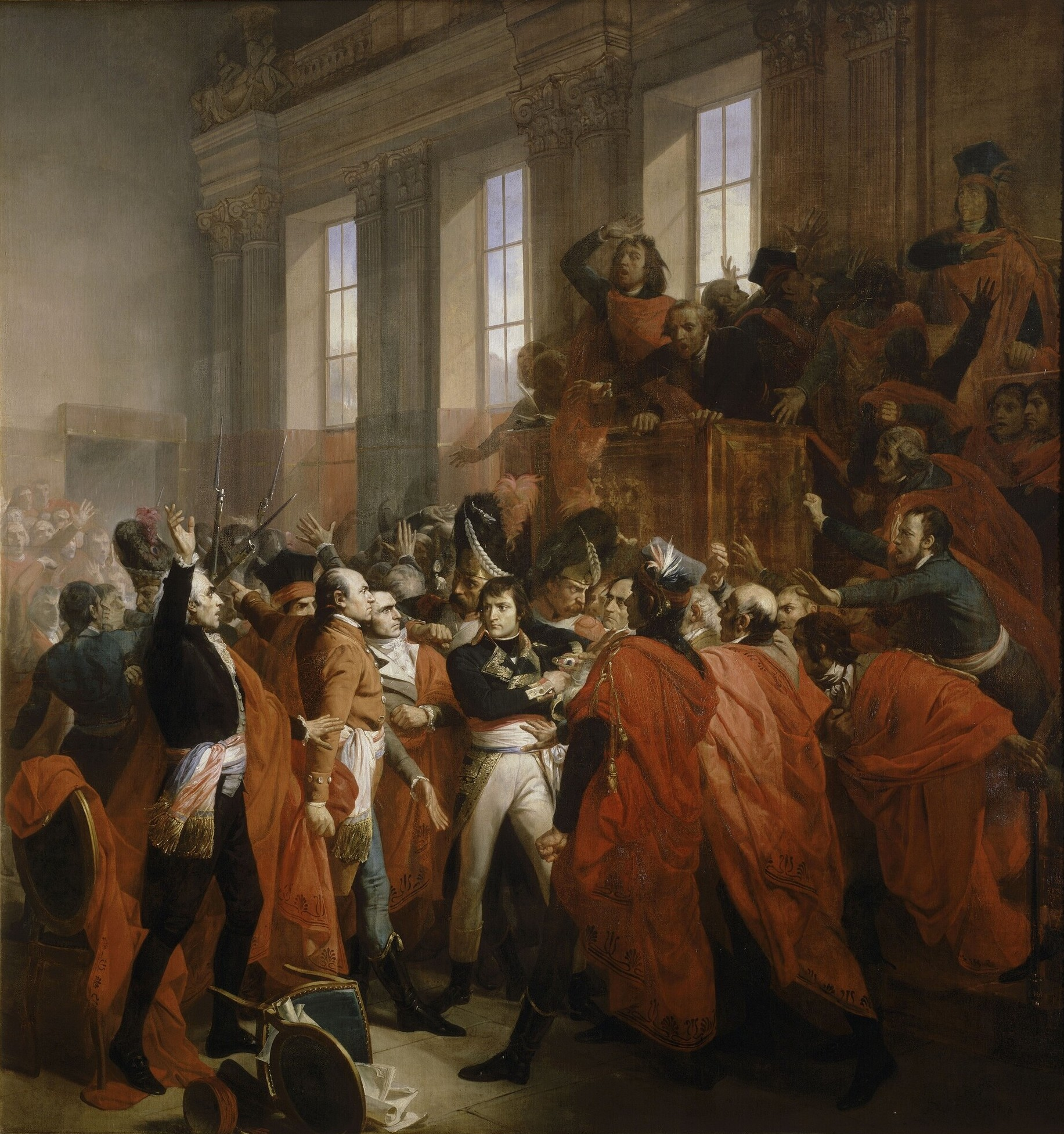
Napoleão Bonaparte no Conselho dos Quinhentos. François Bouchot, 1840.

### Ascensão de Napoleão
Emmanuel Sieyès havia conhecido o célebre jovem Napoleão Bonaparte no final de 1797 antes do general partir para a campanha do Egito, e após a morte de seu apoiador general Barthélémy-Catherine Joubert, ele precisava de um braço armado para impor seu ponto de vista nas assembleias, onde pretendia obter apoio. Sendo assim, Bonaparte parecia uma ótima alternativa, visto que retornara de sua próspera jornada no Egito. No entanto, é importante ressaltar que as ambições políticas de Napoleão eram claras, pois já havia retornado do oriente com intenção de conter a crise estabelecida no governo do Diretório. Além disso, suas habilidades ultrapassavam as questões militares, ele possuía um vasto conhecimento em questões geográficas e políticas, e antes de se tornar primeiro cônsul francês já havia se envolvido em importantes assuntos da política francesa, como quando negociou as preliminares de um acordo de paz com a Áustria. Portanto, o cenário que Sieyès estava arquitetando se somou às ambições de Napoleão que não encontrou espaço para suas manobras políticas no Diretório. Alguns historiadores atribuem um papel passivo a Napoleão no que tange à preparação do golpe, pois Napoleão já estava preparando sua ascensão política desde o desembarque em Paris, e a aliança com Sieyès foi o meio que encontrou para fazê-lo.

### Golpe de 18 de Brumário
O golpe de 18 de Brumário, em 10 de novembro de 1799 no calendário gregoriano começou a ser preparado por Napoleão, Sieyès e Ducos - um ex-diretor de passado jacobino, mas que se aliara a Sieyès. Devido à mediação de Lucien Bonaparte, irmão de Napoleão, que havia sito eleito presidente do Conselho dos Quinhentos, o plano recebeu o apoio político e ideológico de alguns deputados, além de receber também suporte financeiro de banqueiros. Boudon aponta que o banco francês criado no Consulado seria uma forma de recompensa ao apoio desses financiadores. O plano começou a ser executado em 18 de Brumário, quando o corpo legislativo foi movido de Paris para Saint-Cloud, a fim de evitar a pressão popular. Nesse interim, Sieyès e Ducos que ainda eram governantes do Diretório, precisavam provocar a renúncia dos três diretores restantes, para que pudessem alegar as assembleias que o regime do Diretório se tornara insustentável e portanto deveria ser revisto juntamente com a constituição. Todavia, a Constituição do ano III (1795) previa que nenhuma alteração desse tipo deveria ser feita durante um período de 9 anos. Ademais, a carta Magna previa meios para que os diretores fossem substituídos em caso de renúncia. Certamente houve tentativas de resistência e preservação de cláusulas constitucionais, sobretudo por parte dos deputados neojacobinos, mas a crise era tão severa que não houve como conter o fim desse sistema.
Com a intimidação militar para com os deputados, o golpe iniciado em 18 de Brumário se concretiza na manhã de 20, quando Bonaparte, Sieyès e Ducos são nomeados os três cônsules franceses e são indicados pelas assembleias uma comissão que redigiria uma nova constituição. Quanto a reação popular, criou-se um ambiente fértil para o evento através de estratégias propagandistas que exaltavam a imagem do popular general Napoleão em detrimento das medidas do Diretório que entraram em crise. Dessa forma, a principal justificativa para a ação estava ancorada na opinião pública, pois houve uma desilusão popular com a antiga forma de governo a qual possibilitou a ascensão do Consulado diante do consenso de que algo deveria ser feito.

## Administração Centralizada

### Nomeação dos Ministros
Diante da administração anterior de um Diretório corrupto, um dos primeiros passos do Consulado foi uma reforma administrativa com relação aos ministros, buscando aqueles que estavam mais próximos aos cônsules. Entre as novas nomeações, Bonaparte impõe algumas de suas escolhas. O general Louis-Alexandre Berthier substitui Edmond Louis Alexis Dubois-Crancé, na liderança do Ministério da Guerra, e o matemático Pierre-Simon Laplace, torna-se Ministro do Interior. Os ministérios da Marinha e das Relações Exteriores também ficaram sob o cargo de dois colaboradores próximos de Bonaparte: Pierre- Alexandre-Laurent Forfait, que organizou a expedição ao Egito, ficou responsável pelo primeiro e Charles-Maurice de Talleyrand-Périgord, um dos principais apoiadores do golpe de Estado, ficou responsável pelo segundo. Apenas o Ministro das Finanças, Martin-Michel-Charles Gaudin, é nomeado mediante proposta de Emmanuel Sieyès.
Após a configuração da administração do novo governo, as discussões voltaram-se para a elaboração da nova constituição.

### Constituição do ano VIII

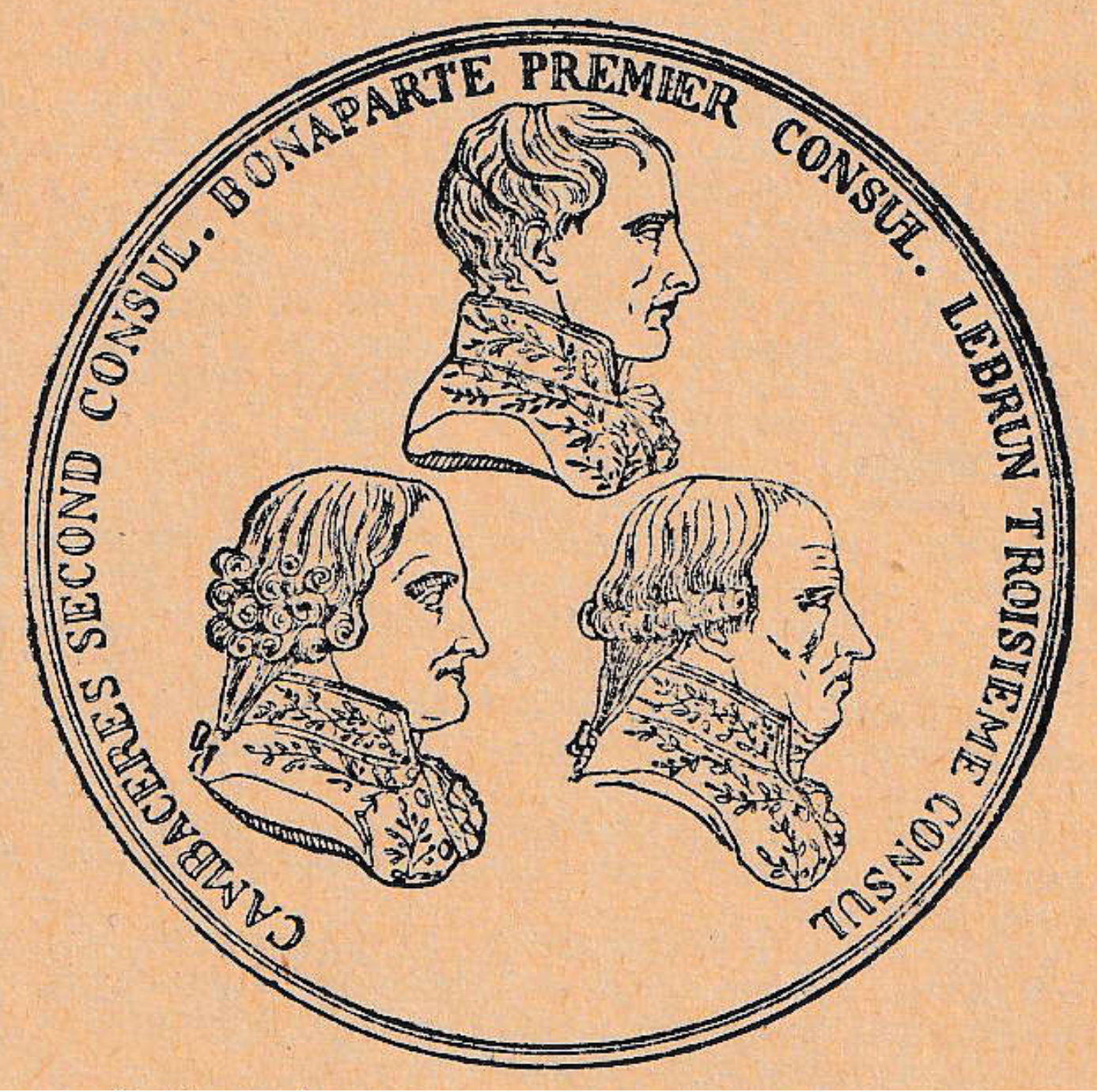
Efígies dos membros do consulado.

No dia seguinte ao golpe foram designadas duas comissões, com seis membros cada, que ficaram encarregadas pela elaboração da nova constituição. Entre eles pode-se destacar Pierre Claude François Daunou. Durante os debates constitucionais havia diferentes opiniões sobre a configuração do novo governo. Se por um lado, aliados de Bonaparte defendiam o fortalecimento do poder executivo, por outro lado os liberais que estavam próximos a Sieyès se opuseram ao enfatizar o princípio da soberania popular e o peso das assembleias legislativas, criticando a concentração de todos os poderes nas mãos de um único homem, o Primeiro Cônsul. Entretanto, este último grupo cedeu sob a pressão do próprio Napoleão, mas apesar de isolados, demonstraram como os princípios de 1789 ainda estavam presentes.
Em 22 de Frimário do ano VIII (13 de dezembro de 1799) a nova constituição é aprovada pelas duas comissões e assinada pelos cônsules. Em 24 de Frimário ela é promulgada com 93 artigos, dos quais pode-se destacar alguns principais:
"Art. 39. - O governo está confiado a três cônsules, nomeados por dez anos, reelegíveis indefinidamente. - Cada um deles é eleito individualmente, com a qualidade distinta de primeiro, segundo ou terceiro cônsul. - A Constituição nomeia o cidadão Bonaparte, ex-cônsul provisório, primeiro cônsul; segundo cônsul, cidadão Cambacérès, ex-ministro da Justiça, e terceiro cônsul, cidadão Lebrun, ex-membro da Comissão do Conselho de Anciãos. - Desta vez, o terceiro cônsul é nomeado apenas por cinco anos."
"Art. 41. - O Primeiro Cônsul promulga as leis; ele nomeia e demite á vontade os membros do Conselho de Estado, os ministros, os embaixadores e outros principais agentes externos, os oficiais do exército terrestre e marítimo, os membros das administrações locais e os comissários do governo perto da lei tribunais. Ele nomeia todos os juízes criminais e civis, exceto os juízes de cassação, sem poder demiti-los."

"Art. 42. - Nos demais atos do governo, o segundo e o terceiro cônsules têm função consultiva: assinam o registro desses atos para comprovar sua presença; e se quiserem, registre suas opiniões lá; após o que a decisão do Primeiro Cônsul é suficiente."
Deste modo, sob a pressão de Bonaparte, a Constituição foi elaborada em menos de sete semanas, instituindo o Consulado como nova forma de governo e concentrando nas mãos do primeiro cônsul fortes poderes institucionais. O primeiro cônsul detinha a maior parte dos poderes administrativos e diplomáticos, civis e militares sobre a República. Entretanto, diferente das constituições republicanas anteriores, esta não continha nenhuma declaração de direitos e liberdades, apenas um curto preâmbulo.
Após promulgada, a Constituição foi submetida ao povo francês, os resultados foram proclamados em 18 de pluvioso do ano VIII (7 de fevereiro de 1800). Dos 3 012 569 votantes, 3 011 007 aceitaram a Constituição e 1 562 a rejeitaram. Assim os poderes do Consulado, principalmente de Napoleão Bonaparte, foram legitimados mais uma vez, agora diante da consulta popular, sob a soberania do povo. No entanto, investigações historiográficas posteriores desvendaram que o resultado do plebiscito foi fraudado por Lucien Bonaparte, então Ministro do Interior, e apenas metade dos votos proclamados teriam tido "sim" ao novo regime.

### O Corpo Legislativo
Durante o Consulado, com a concentração do poder nas mãos do Executivo especificamente de Napoleão, o primeiro cônsul, o poder Legislativo não desapareceu, embora seja restrito. Apesar de ter o direito de votar, o Legislativo não podia propor ou discutir projetos de lei enviados pelo Executivo.
Esse corpo era composto por duas comissões legislativas provisórias, de vinte e cinco membros cada uma, provenientes das duas assembleias do Diretório: o Conselho de Anciões e o Conselho dos Quinhentos. Desse modo, as assembleias não são dissolvidas, mas sim reconfiguradas de acordo com uma nova estrutura, visando preservar aqueles elementos que eram favoráveis à nova ordem.

## Relação com a Igreja Católica

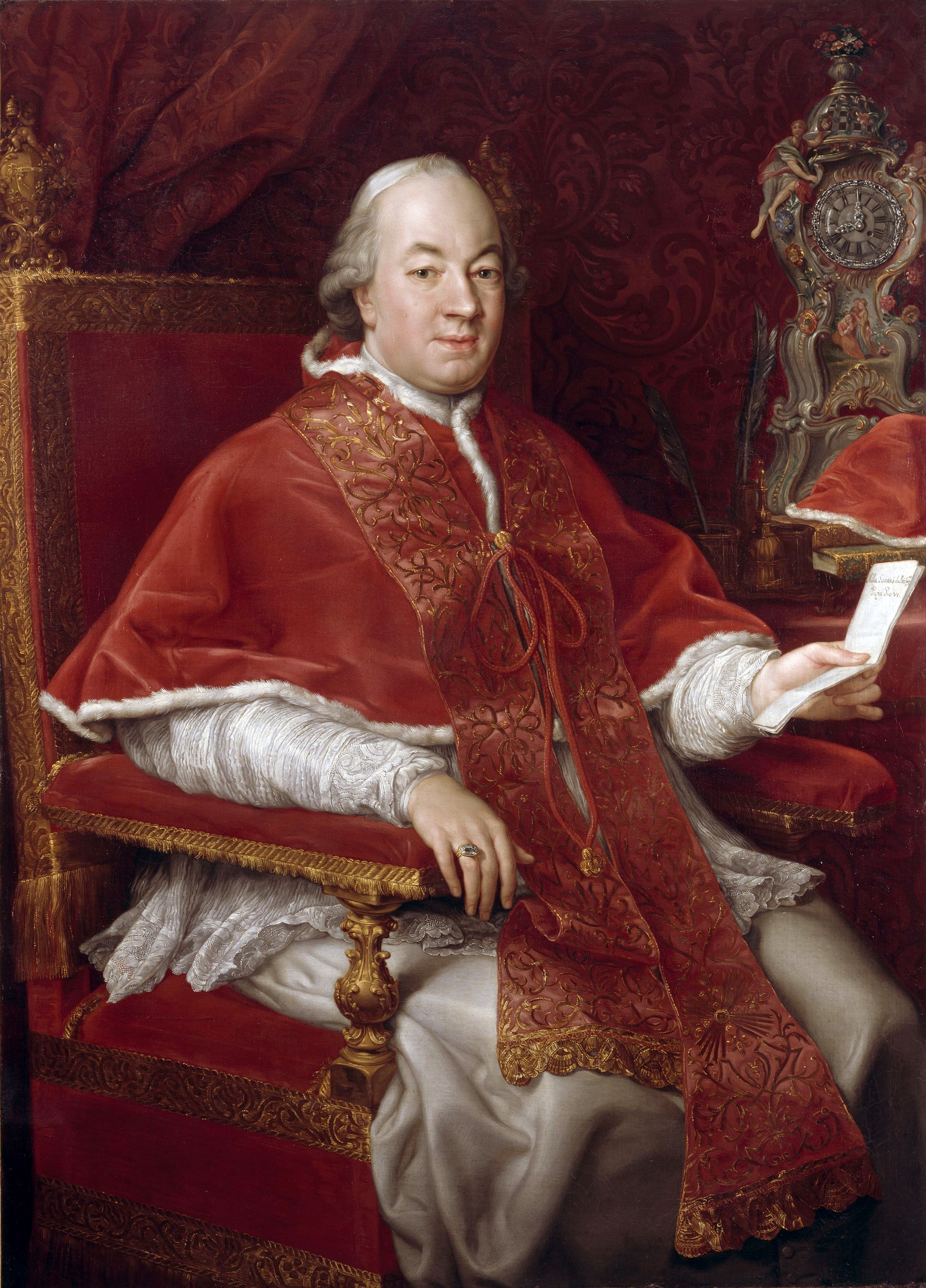
Papa Pio VI por Pompeo Batoni.

Durante a Revolução Francesa, a partir da 3ª Declaração dos Direitos do Homem e do Cidadão (1789), as instituições não eram mais justificadas por uma origem divina, mas por meio da soberania popular, pois o exercício do poder tinha origem no pacto racional entre os homens. Sendo assim, a posição dominante da Igreja Católica sobre as decisões políticas, como ocorria no Antigo Regime, foi colocada em discussão. A nacionalização dos bens do clero reforçou a nova atitude do governo revolucionário diante da Igreja.
A partir da Constituição Civil do Clero, de 1790, o conflito entre Igreja e Estado se intensificou. Os párocos e os bispos tornavam-se funcionários públicos eleitos de acordo com as novas normas administradas e não mais nomeadas pelo Papa. A Constituição também exigia que esses membros eleitos jurassem fidelidade à Constituição do reino. Diante da situação, o então papa Pio VI condenou radicalmente a Constituição Civil do Clero, a revolução, de modo geral, e a sua filosofia, com a encíclica Quod Aliquantum, de 10 de março de 1791.
Tal condenação do papa provocou um cisma na Igreja Católica da França, que dividiu-se em duas partes: de um lado o clero constitucional (aqueles que prestaram juramento) e, de outro lado, os chamados refratários (aqueles fora da lei). A partir de então, muitos membros religiosos foram perseguidos, guilhotinados ou entregaram suas cartas do sacerdócio. Na região da Vendéia, de maioria refratária, ocorrem insurreições, fortemente reprimidas.
A busca pela laicização das instituições levou a atos da vida civil, como o nascimento, casamento e falecimento, serem retirados da responsabilidade da Igreja e transferidos para o Estado. Um novo calendário foi instaurado, distanciando-se das festas católicas e abriu-se espaço para novas formas de experimentações religiosas.
Quando o Consulado foi instaurado, os conflitos religiosos não foram solucionados. A Igreja continuava dividida e o papa incentivava a contrarrevolução. Entretanto, essa divisão contrariava a reconciliação e unidade nacional defendida por Napoleão Bonaparte. Desse modo, ao assumir o governo como Primeiro Cônsul, umas das primeiras preocupações foi resolver os impasses e conflitos com a Igreja
Já no dia seguinte à promulgação da Constituição, vários decretos foram emitidos, permitindo que o clero recuperasse algumas igrejas e capelas que ainda não haviam sido vendidas como bens da nação. Na região da Vendéia, também houve uma política de pacificação, facilitando aos católicos o livre exercício do seu culto. Somado a isso, o Primeiro Cônsul também tentou acabar com a divisão do Clero entre refratários e constitucionais, pedindo apenas a fidelidade à nova Constituição do ano VIII.
Por fim, a medida mais importe visando apaziguar as relações entre Igreja e Estado foi a Concordata de 1801, um acordo diplomático entre as partes, na qual cada uma delas fazia concessões. A concordata não reconheceu o catolicismo como a religião oficial do Estado, porém estabeleceu a sua legalização através do reconhecimento de um pluralismo religioso, no qual quatro cultos foram reconhecidos: catolicismo, calvinismo, luteranismo e, posteriormente, o judaísmo. Por um lado, foi estabelecido que o poder civil poderia nomear bispos e atribuir-lhes salários (como a pastores e rabinos), por outro lado, os diferentes sacerdotes deveriam prestar juramento e aceitar essa política de cultos. A partir desse acordo, ocorreu um recuo diante da laicidade mais radical, como nos anos anteriores, em favor do pluralismo religioso. Mesmo Napoleão tendo reconhecido a Igreja Católica Romana, ele não se submeteu a ela.

## Campo Econômico

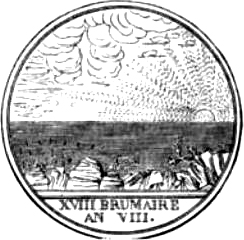
Moeda comemorativa 18 de Brumário. Augustin Challamel: Histoire-musée de la république Française, depuis l'assemblée des notables, Paris, Delloye, 1842.

No campo econômico, o Consulado também buscou políticas que promovessem estabilidade e "paz" ao governo, já que o Diretório havia enfrentado diversas dificuldades econômicas que contribuíram para seu colapso, como problemas de tributários e de crédito que se intensificaram ao longo da Revolução e das guerras, deixando o tesouro praticamente sem fundos.
Assim, com a instauração do Consulado, vê-se a necessidade de estruturar o cenário econômico para alcançar a estabilidade política. Se por um lado era necessário encorajar aqueles que detinham grandes poderes e influências sobre a economia, por outro também era preciso dar esperanças a massa populacional pagante de impostos.
Isso posto, o regime buscou criar estruturas financeiras e instituições sólidas, a quem se pudesse solicitar em caso de déficit no orçamento ou necessidades urgentes. A principal instituição de crédito criada foi o Banco da França, em 6 de janeiro de 1800, aprovado pelo governo, administrado por 15 regentes e três censores, com capital de trinta milhões de francos, dividido entre 30 mil ações. Entre os acionistas estavam os membros da própria família Bonaparte, pessoas pertencentes ao mundo dos bancos e do comércio marítimo.

## Reforma Educacional
A Lei de 1º de maio de 1802 (11 floreal ano X) instituiu que as escolas primárias passariam a se dedicar à alfabetização e ao ensino de números a crianças dos seis aos doze anos. As escolas secundárias ensinariam francês, latim, história natural, geografia, matemáticas, física e desenho, durante quatro anos. Por último, instituiu os liceus em substituição às escolas centrais, que teriam como norte uma educação liberal, voltada para o ensino das línguas e ciências.
Dentro dessa lei, os liceus, ou lycées, foram centrais na reorganização do sistema escolar, pois a partir dele Napoleão buscou transformar a educação fornecida pelas escolas, principalmente às elites. Bonaparte não estava interessado na educação das camadas populares, mas acreditava que uma boa formação da elite era fundamental para o serviço do Estado. Nesse sentido, a burguesia, que buscava subir na hierarquia social através da educação de qualidade de seus filhos e sua inserção no sistema republicano, enxergavam essas instituições como um atrativo. Essas instituições tinham o objetivo da instrução pública voltada para a formação cidadã, o com um currículo técnico sólido, marcado pelo estudo das humanidades clássicas, do latim e das matemáticas, somado a uma disciplina militar.

## Política Externa
Durante o Diretório a guerra que ocorria nas fronteiras assumiu um lugar importante nas decisões da política revolucionária. Se por um lado, essas guerras permitiram a expansão da França, por outro elas enfraqueceram o regime e permitiram a ascensão de Napoleão Bonaparte no comando do exército. O Consulado é marcado por vitórias militares sobre a segunda coalizão. Diante da pacificação religiosa com a Concordata e a pacificação interna, com o combate aos jacobinos e realistas, o Consulado, voltou-se para a pacificação externa. Após a vitória sobre os russos, em 1799, e os austríacos, em 1800, restavam os ingleses. A troca no ministério inglês, com a saída de William Pitt, grande adversário da Revolução Francesa, e a entrada de Addington, considerado um “homem da paz”, abriu-se a possibilidade de um acordo entre as potências. Em 25 de março de 1802, finalmente acertou-se um tratado de paz entre a França e a Inglaterra na cidade de Amiens. Apesar desse período de paz não ter durado quinze meses, ele foi fundamental para a fortificação francesa na política externa.
Por último, com relação as políticas coloniais, as medidas do consulado demonstram a vontade de expandir a França colonial e a concorrência marítima com a Inglaterra. Para São Domingos, no Caribe, foi enviado um exército para sufocar a rebelião, a escravidão que havia sido abolida nas colônias francesas, em 1794, é restaurada. Além disso, para o Egito e para a Índia também foram enviadas expedições militares. Já em 1803, a Louisiana foi vendida para os Estados Unidos por 15 milhões de dólares.

## Código Civil Francês

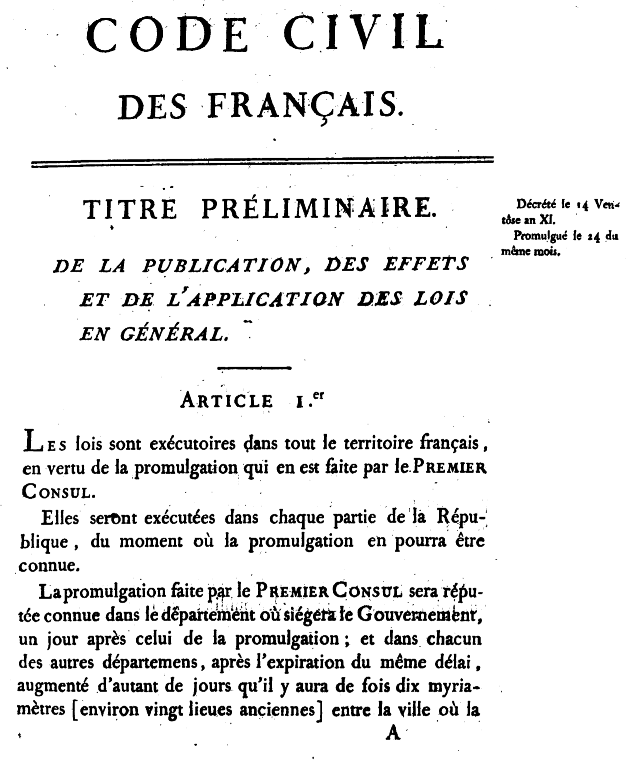
Código Civil Francês, 1804. Gallica Digital Library.

Em 20 de março de 1804 o Código Civil Francês foi promulgado por Napoleão Bonaparte, posteriormente, em 1807, reimpresso e renomeado Código Napoleônico. Embora não tenha sido o primeiro código legal a ser estabelecido, pois até então já existiam os códigos civis da Bavária, da Prússia e da Áustria, o código francês diferia dos anteriores pois não era resultado do absolutismo, mas sim de correntes iluministas e liberais, resultando na ideia de que o indivíduo era a figura central da configuração do Direito, constituindo fonte de inspiração para futuras codificações e levando a intensificação de uma legislação liberal. Entre algumas questões apresentadas, pode-se destacar por exemplo a referência à propriedade privada, a igualdade de todos perante a lei e a liberdade individual, além disso algumas disposições são estabelecidas, como: “a família é a base da sociedade” ou “o Estado é a única fonte dessa lei”. A partir dele também se institui o casamento civil, fazendo com que a ligação entre casamento e família não ocorra somente em vista das alianças aristocráticas, nem que a Igreja e Deus sejam as fontes da lei. Entretanto, também deve-se considerar que esse código resultou de um longo processo da unificação legislativa e codificação do Direito da França que ocorreu ao longo da Revolução Francesa, que somente através de projetos apresentados anteriormente foi possível estabelecer as bases para um direito unificado e nacional, com princípios iluministas voltados à liberdade do indivíduo. Nesse sentido, Napoleão, o Consulado e seus colaboradores, representam apenas a conclusão desse processo com a promulgação do código.
A ideia de elaborar um código civil que reunisse as regras da vida em sociedade é retomada por Napoleão após a vitória na Batalha de Marengo. É nomeada uma comissão formada por quatro membros, juristas e advogados. Da região sul da França foram nomeados Jacques Malleville, magistrado da Corte de Cassação, e Jean-Marie-Etienne Portalis, alto funcionário administrativo. Já da parte norte foram nomeados Félix Julien Jean Bigot de Préameneau, advogado do Parlamento de Paris e comissário do governo diante da Corte de Cassação, e Denis Tronchet, então presidente da Corte de Cassação. Após alguns meses a comissão apresentou um projeto ao Conselho do Estado, após debates na Corte de Cassação. No Conselho do Estado o projeto foi discutido com a ativa participação de Napoleão, que desejava a sua rápida adoção.
Se por um lado, o código resgatou conquistas e ideologias revolucionárias desenvolvendo-as, por outro ele também buscou evitar o radicalismo em razão da posição moderada assumida pelo Conselho de Estado. Assim, mais do que revolucionário, o código buscou ser um instrumento de ordem e pacificação, de reconciliação entre os cidadãos.

## Imprensa
Por um lado, os cônsules procuraram ao longo do governo manter uma política de conciliação nacional e moderação. Por outro lado, a partir das pressões e estratégias de Bonaparte para a construção e consolidação de um regime forte e centralizado, o governo fechou muitos jornais parisienses, que tratavam sobre política, utilizando a argumentação que o país estava em guerra e a população não podia ser exposta a artigos contrários ao governo, que representava a soberania do povo, e ao exército.

## Resultados e consequências

##### Napoleão como Cônsul Vitalício
Os dez anos como primeiro-cônsul resultaram no aumento do poder de Napoleão Bonaparte que, por meio de plebiscito, foi nomeado cônsul vitalício em junho de 1802. É estimado que o referendo tenha mobilizado dois em cada cinco cidadãos em favor da vitalidade do primeiro-cônsul, configurando amplo apoio popular; enquanto que, nas Assembleias, apenas Lazare Carnot se manifestou contrário à disposição, alegando risco de despotismo: “Mesmo que assine minha proscrição, nada me obrigará a disfarçar meus sentimentos”, denotou. Ainda assim, Bonaparte garante a vitalidade e hereditariedade do cargo de primeiro cônsul a partir de seu nome.

##### Constituição do ano X

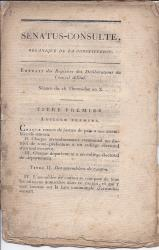
Capa do couverture du Sénatus-consulte organique du 16 thermidor an X.

A Constituição do ano VIII foi alterada e, em 4 de agosto de 1802, passou a vigorar a chamada Constituição do ano X, na qual os poderes de Bonaparte tonaram-se consideravelmente mais fortalecidos.
Nesta nova constituição, o Senado passou a ter seus poderes ampliados em relação ao Tribunal e ao Legislativo. Somado a isso, a nomeação dos cônsules passou a se dar a partir do Senado, cabendo ao primeiro cônsul apresentar seus indicados ao cargo de segundo e terceiro cônsules, caso vagos. Entretanto, ao Senado ficou reservado apenas o direito de negar a nomeação dos indicados apenas duas vezes: ao apresentar um terceiro candidato, este necessariamente seria nomeado. Da mesma maneira, o primeiro cônsul poderia apresentar seus candidatos a sucessor quando achasse conveniente, conforme art. 41 e 42 da Constituição, respectivamente.
Entre os poderes estabelecidos ao primeiro cônsul, gozava do direito ao perdão garantido pelo art. 86; para tanto deverá ser aconselhado, em reunião privada, pelo grão-juiz, dois ministros, dois conselheiros de Estado, dois senadores, e, finalmente, dois juízes integrantes da Corte de Cassação.
Por fim, esta constituição vigorou até 1804, quando Napoleão Bonaparte consolidava o Primeiro Império Francês com uma nova Constituição do ano XII.

##### Fim do Consulado e Início do Império Napoleônico
Durante sua ascensão como cônsul vitalício, em 1802, Napoleão Bonaparte resgatou muito do simbolismo monárquico próprio do Antigo Regime: buscou instalar-se no Palácio das Tulherias, tradicional residência real dos soberanos franceses, enquanto, graças à consolidação da legion d'honneur, distribuía condecorações honoríficas, de modo a estabelecer uma casta legionaria semelhante a dos antigos nobres. A ideia de criar uma classe de devotos do Estado, por meio de recompensas, parecia ser o objetivo principal; mas as semelhanças claras com o Antigo Regime também demonstravam-se na manutenção de ritos e tradições, com a organização da vida na corte e a fundação de uma Casa. O regime instaurado ganhava um rosto e a política bonapartista tornava-se cada vez mais popular.
Em contrapartida, a harmonia entre Inglaterra e França sucumbiu com o rompimento do Tratado de Paz de Amiens. A insatisfação inglesa com as investidas de Napoleão sobre a Europa Ocidental aumentava a tensão entre as duas nações; esse cenário acelerou a passagem do consulado vitalício para um regime hereditário, exigindo de Bonaparte uma atuação ainda mais incisiva, à luz das Guerras Napoleônicas.
É sob a cerimônia e o amplo apoio popular conferidos após as vitórias militares que Napoleão Bonaparte passou a ser definitivamente o centro do sistema político francês. Joseph Fouché, previamente opositor da vitalidade consular, pedira ele mesmo pelo estabelecimento de “instituições que destroem a esperança de conspiradores, garantindo a existência do governo além da vida do seu líder”. É neste cenário que Napoleão e seus apoiadores convocam o Tribunal para a instauração de novas leis e afirmam-se no senado com a promulgação da Constituição do ano XII, estabelecendo o Primeiro Império Francês em 18 de maio de 1804, tendo sido o imperador coroado oficialmente em 2 de dezembro, em Notre-Dame. Marcava-se o fim da república consular.

## Configuração política

### Os cônsules
| Os Cônsules provisórios (10 de novembro – 12 de dezembro de 1799) | Os Cônsules provisórios (10 de novembro – 12 de dezembro de 1799) | Os Cônsules provisórios (10 de novembro – 12 de dezembro de 1799) |
| ----------------------------------------------------------------- | ----------------------------------------------------------------- | ----------------------------------------------------------------- |
|                                                                   |                                                                   |                                                                   |
| Napoleão Bonaparte Primeiro Cônsul                                | Emmanuel Joseph Sieyès Segundo Cônsul                             | Roger Ducos Terceiro Cônsul                                       |
| Consulado (12 de dezembro de 1799 – 18 de maio de 1804)           |                                                                   |                                                                   |
|                                                                   |                                                                   |                                                                   |
| Napoleão Bonaparte Primeiro Cônsul                                | J.J. Cambacérès Segundo Cônsul                                    | Charles-François Lebrun Terceiro Cônsul                           |

### A configuração dos ministros e ministérios durantes o Consulado
| Ministérios             | Ministros                              | Data de nomeação       |
| Administração de Guerra | Jean François Aimé Dejean              | 12 de março de 1802    |
| Finanças                | Martin-Michel-Charles Gaudin           | 11 de novembro de 1779 |
| Guerra                  | Louis-Alexandre Berthier               | 11 de novembro de 1779 |
| Guerra                  | Lazare Nicolas Marguerite Carnot       | 2 de abril de 1800     |
| Guerra                  | Louis-Alexandre Berthier               | 8 de outubro de 1800   |
| Interior                | Pierre-Simon Laplace                   | 12 de novembro de 1779 |
| Interior                | Lucien Bonaparte                       | 25 de dezembro de 1799 |
| Interior                | Jean-Antoine Chaptal                   | 21 de janeiro de 1801  |
| Justiça                 | Jean Jacques Régis de Cambacérès       | 11 de novembro de 1879 |
| Justiça                 | André Joseph Abrial                    | 25 de dezembro de 1779 |
| Justiça                 | Claude Ambroise Régnier                | 14 de setembro de 1802 |
| Marinha e Colônias      | Marc Antoine Bourdon de Vatry          | 12 de novembro de 1779 |
| Marinha e Colônias      | Pierre-Alexandre-Laurent Forfait       | 22 de novembro de 1779 |
| Marinha e Colônias      | Denis Decrès                           | 3 de outubro de 1801   |
| Negócios Estrangeiros   | Charles-Frédéric Reinhard              | 11 de novembro de 1779 |
| Negócios Estrangeiros   | Charles Maurice de Talleyrand-Périgord | 22 de novembro de 1779 |
| Polícia                 | Joseph Fouché                          | 11 de novembro de 1779 |
| Secretário do Estado    | Hugues-Bernard Maret                   | 25 de dezembro de 1799 |
| Tesouraria              | François Barbé-Marbois                 | 27 de setembro de 1801 |